# Miika Aulio
Miika Aulio, född 19 november 1975, är en finländsk bågskytt. Han deltog vid olympiska sommarspelen 2000.